# Antiochus II
Antiochos II Theos (286-246 v. Chr.) was Seleukidische koning (261-246 v. Chr.).  Zijn vader was koning Antiochos I Soter en zijn moeder de Macedonische prinses Stratonike II.
Toen hij aan de macht kwam was het rijk in oorlog met Egypte.  In 258 v. Chr. wist hij Timarchos af te zetten, een pro-Egyptische tiran van Milete.  Het volk van Milete kende hem daarom de titel "God" (Theos) toe.
In ongeveer 250 v. Chr. eindigde de oorlog en Antiochos bezegelde dit door te trouwen met Berenice Syra, de dochter van Ptolemaeus II na scheiding van zijn eerste vrouw Laodike.  Ofschoon Berenike hem wel een kind schonk, ging het huwelijk mis en in 246 v. Chr. haalde Laodike haar man weer terug bij haar.  Datzelfde jaar stierf de koning.  Geruchten gingen dat hij door Laodike vergiftigd was zodat haar oudste zoon Seleucus II Callinicus aan de macht kon komen.